# Veronika Náglová
Veronika Náglová (28. ledna 1719 či 1722, Jaroměřice nad Rokytnou – 6. října 1754 či 6. listopadu 1752, Jaroměřice nad Rokytnou, případně Noglová, Míčová nebo Náglová-Míčová) byla česká choreografka, tanečnice a zpěvačka.

## Biografie
Veronika Náglová se narodila v roce 1719 nebo 1722 v Jaroměřicích nad Rokytnou, jejími rodiči byli Jan a Kateřina Náglovi. Mezi lety 1735 a 1740 působila jako zpěvačka, ale působila také jako tanečnice na dvoře hraběte Jana Adama Questenberka, V době působení Jana Křtitele Danese v Jaroměřicích na Rokytnou byla jeho žačkou a vzdělávala se pod jeho vedením jako tanečnice, hrabě Questenberk však nechal Veroniku Náglovou odejít do Vídně, kde se také učila tanci. Po odchodu Jana Danese z Jaroměřic v roce 1739 nastoupila na místo taneční mistryně hraběcího divadla, ale již v roce 1740 z pozice mistryně odešla a vdala se za skladatele Františka Antonína Míču, se kterým měla tři děti. F. A. Míča zemřel v roce 1744, Veronika Náglová se starala o jeho děti z předchozího manželství a z jejich manželství a hudbě se již nevěnovala. Veronika se posléze vdala podruhé, v roce 1750 si vzala revizora hraběcího statku Godefrída Eckla. Zemřela v roce 1754 a byla pohřbena pod dlažbou kostela sv. Markéty.
Věnovala se nácviku choreografie s místními dětmi, posléze se nadále věnovala choreografii. Je uváděna jako první česká choreografka.